# Puñalada (película)
Puñalada es un cortometraje web de drama de 2021, dirigido por el actor juvenil Samuel Sunderland. Es protagonizado por Fausto Molina y Merly Morello, con Samuel Sunderland en el antagónico y la participación especial de Thiago Vernal. 
La película está producido por la productora SudacaFilms y la colaboración de la Universidad Privada Peruano Alemana (UPAL).

## Sinopsis
Mientras estaban saliendo al parque, Valeria (Merly Morello), una joven enamorada, ha decidido terminar su relación con Juan Carlos (Fausto Molina) por temas no declarados.
Al día siguiente, Juan Carlos se encuentra con sus amigos para conversar, mientras que Sebastián (Thiago Vernal) se iría a su casa.  
Juan Carlos conversa con su mejor amigo Tomás (Samuel Sunderland) sobre sus pasatiempos y anécdotas de la primaria, donde al final, Tomás confesó a Juan Carlos que estaba saliendo con Valeria, logrando así la traición que él había ocasionado. Tras enterarse de la noticia, Juan Carlos le tiró un puñetazo en la cara a Tomás y éste cayó al piso.

## Elenco
- Fausto Molina como Juan Carlos.[3]
- Merly Morello como Valeria.[3]
- Samuel Sunderland como Tomás.
- Thiago Vernal como Sebastián.

## Producción
Tras el éxito de su primer cortometraje Distancia, el actor y director Samuel Sunderland había propuesto un nuevo cortometraje contando con algunos actores juveniles del Perú.
Las grabaciones del film comenzaron a finales de febrero de 2021, durante la pandemia de COVID-19, mediante los protocolos de seguridad.
Se grabó las escenas, en su mayoría, en algunas calles del distrito de Miraflores de la capital Lima, incluyendo el Parque María Reiche, concluyendo así el cortometraje en marzo de 2021.

## Recepción
La película se estrenó el 14 de mayo de 2021, a través de la plataforma YouTube.

## Secuela
En octubre de 2022, se estrenó una secuela bajo el nombre de Engaño, donde contó con el mismo elenco, incluyendo la incorporación de la actriz Fernanda Llanos en reemplazo de Merly Morello, quién se retira debido a sus otros proyectos actorales, y la dirección de Samuel Sunderland.